# Erythroxylum flaccidum
Erythroxylum flaccidum là một loài thực vật có hoa trong họ Erythroxylaceae. Loài này được Salzm. ex Peyr. mô tả khoa học đầu tiên năm 1878.